# Mazaceae
Mazaceae là một họ thực vật trong bộ Lamiales. Họ này được James L. Reveal mô tả vào năm 2011. Các chi trong họ này trước đây được gộp vào họ Phrymaceae và trong các phân loại cũ hơn thì được xếp vào họ Scrophulariaceae.

## Các chi
Các chi bao gồm:
- Lancea Hook.f. & Thomson, 1857: 2 loài nhục quả thảo.
- Mazus Lour., 1790: Khoảng 40 loài thông tuyền thảo. Tại Việt Nam có 1 loài (Mazus pumilus var. pumilus) với tên gọi tiếng Việt là rau đắng/rau đắng lá lớn.
- Dodartia L., 1753: 1 loài (Dodartia orientalis) - dã hồ ma, dã hồ tiêu.
- Puchiumazus Bo Li, D.G.Zhang & C.L.Xiang, 2021: 1 loài (Puchiumazus lanceifolius).[3] - bổ cầu thảo.